# Первое Сибирское Коммерческое училище имени цесаревича Алексея

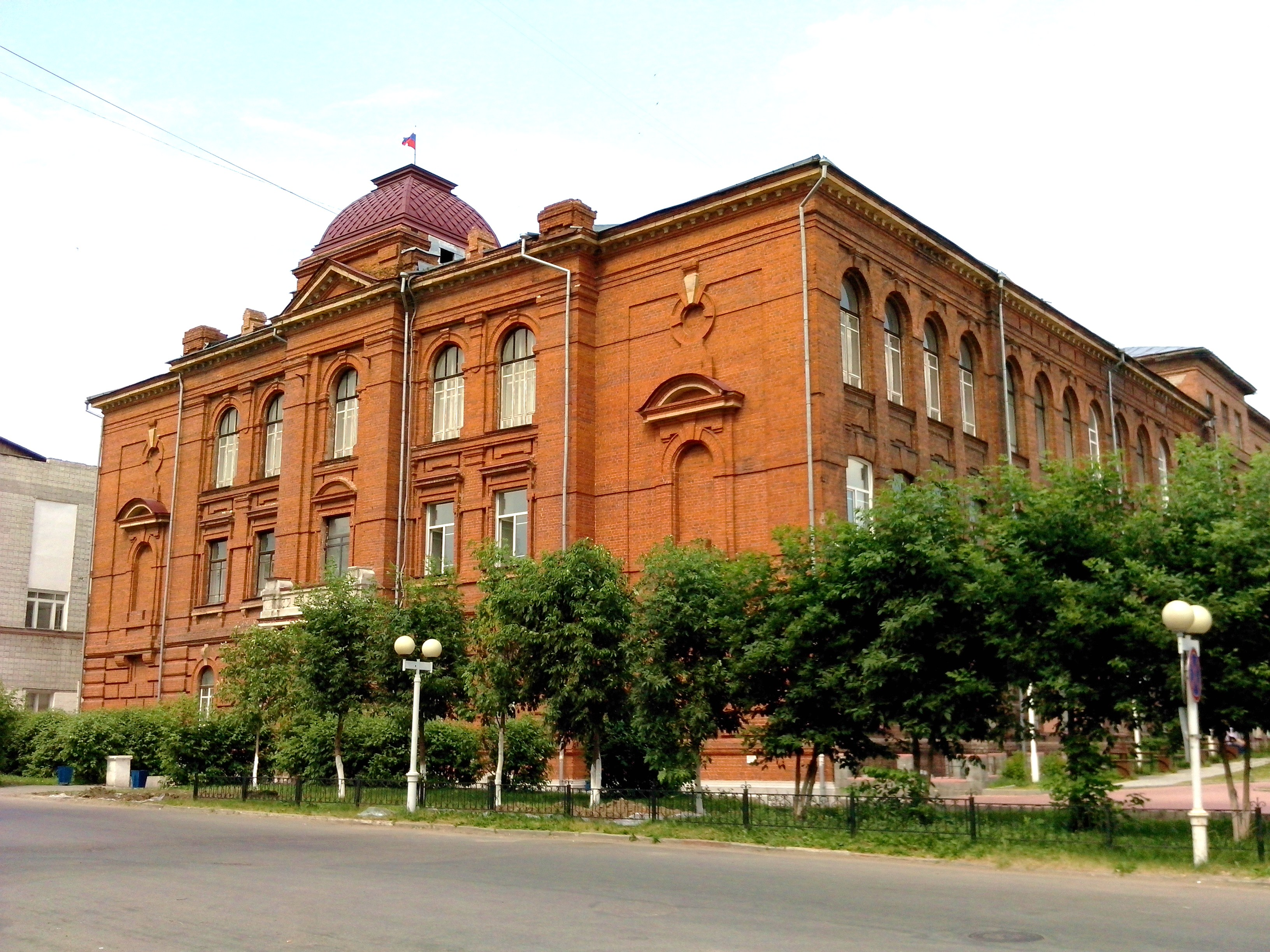
Здание Коммерческого Училища, построенное по проекту архитектора К. К. Лыгина в 1904 году. Фото 2013 года.

Пе́рвое Сиби́рское Комме́рческое учи́лище и́мени цесаре́вича Алексе́я — первое и старейшее в Сибири учреждение среднего специального коммерческого, политехнического и аграрного образования, действовавшее под таким наименованием в Томске в 1901—1911.
Сокращённое наименование: Томское коммерческое училище.

## История учебного заведения
К началу XX века Томск — один из самых крупных торгово-промышленных центров России и столица Томской губернии, — крупнейшей части территории Западной Сибири.
В связи со строительством и запуском Томской (Сибирской) железной дороги и началом аграрных столыпинских реформ, бурным развитием купеческой, промышленной, речных перевозок деятельностью за Уралом возникла проблема дефицита, недостатка подготовленных работников и ремесленников для обеспечения этих грандиозных начинаний. Также для абитуриентов первых за Уралом высших учебных заведений (Императорский Томский Университет и Томский Технологический Институт имени Николая II) требовались абитуриенты с высоким образовательным уровнем, который достигается выпускниками специализированных гимназий и коммерческих/реальных училищ второй (углубленной) ступени обучения. Сеть учреждений, ставших в будущем начальным специализированным (профессионально-техническим) образованием и осуществляющих подготовку техников (техникумы) ещё только зарождалась в ответ на вызовы времени.
Для решения задачи подготовки специалистов-техников в Томске открылись три училища: Коммерческое, Реальное и Ремесленное, фактически ставшие в дальнейшем первыми томскими (и сибирскими) техникумами.

### Инициализация
Начиная с 1896 года среди западно-сибирского купечества возникла мысль об открытии в Томске для сибирских нужд большого коммерческого учебного заведения. В том же году Томским купеческим обществом было решено установить ежегодный денежный сбор с лиц, «выбирающих» гильдейские и сословные свидетельства, на организацию будущего училища. Самые значительные (по деньгам того времени) вклады в создание Коммерческого училища были сделаны пожертвованием 30 тысяч золотых рублей торговым домом «Ефграф Кухтеринъ и Сыновья» и 10 тысяч рублей было ассигновано Томской городской думой с передачей училищу здания на Магистратской улице (ныне ул. Р. Люксембург). В марте 1901 года министром финансов Российской империи С. Ю. Витте был утверждён Устав Первого Сибирского Коммерческого Училища в городе Томске.

### Коммерческое училище
16 сентября 1901 года (по старому стилю) состоялось открытие Первого Сибирского Коммерческого Училища.
29 сентября 1902 года проездом на Дальний Восток, на один день в Томске останавливался С. Ю. Витте и лично посещает Училище. Выделяет средства на развитие и новое строительство. Закладывается основное здание на площади Соляно́й. В память о его пребывании была учреждена стипендия имени С. Ю. Витте для студентов этого учебного заведения.
Придавая высокое значение развитию образования в Сибири, в 1904 году Высочайше (императорским домом) учреждению было дозволено иметь наименование «имени цесаревича Алексея»: Первое Сибирское Коммерческое Училище Имени Цесаревича Алексея.
Первоначально выделенное в дар Училищу деревянное здание на Магистратской улице не могло полностью удовлетворить потребности учебного заведения, куда на учёбу устремилось молодёжи много больше, чем на это рассчитывало Томское купеческое общество (попечительское общество училища). Поэтому встал вопрос о строительстве нового каменного здания. Начальный эскизный проект здания был выполнен городским архитектором П. Ф. Федоровским. Окончательный вариант — архитектором К. К. Лыгиным, который разработал основной проект и руководил его постройкой. Усилиями и меценатским подвижничеством купца И. Е. Кухтерина в дар новому училищу был приобретён земельный участок, и было организовано это строительство на Соляной площади, близ сенных и фуражно-провиантных торгов. Выстроенный учебный корпус получился большим, трёхэтажным, дворцового типа (на снимке). 10 августа 1904 года состоялось его торжественное освящение и Училище официально вселилось в этот учебный корпус. Новое здание имело не только большие и светлые рисовальные и чертёжные классы, но также Актовый зал (на 600 мест), Гимнастический зал, библиотеку, естественнонаучный музей с большим количеством коллекций, физическую и химическую лаборатории с аудиторией, две столовых и кухню. Для отдыха учеников на переменах на каждом из этажей здания были устроены рекреационные залы. В фойе 2-го этажа были установлены скульптуры юношей в древнегреческом классическом стиле для эстетического воспитания обучающихся.
Томское коммерческое училище, по своему уставу, являлось средним специальным учебным заведением с восьмилетним сроком обучения (I и II ступеней), дававшим общее и коммерческое образование. В Училище принимались дети всех сословий и вероисповеданий в возрасте от 10 до 12 лет, однако обучение было платным. Училище находилось в ведении Министерства торговли и промышленности Российской империи.
С этого момента и до 1930 года это будет крупнейшим в стране (Российская империя, затем Р. С. Ф. С. Р.) учебным заведением I и II ступеней обучения, периодически выходящее на уровень III (вузовской) ступени подготовки.
Среди руководителей и первых преподавателей Училища были известные томские учёные С. Г. Егоров, Е. М. Ольховский, Д. А. Стрельников Архивная копия от 25 ноября 2013 на Wayback Machine, И. В. Плетнёв и др.; в первые 4 года председателем попечительского совета Училища состоял уважаемый купец А. Е. Кухтерин. Преподаватели и учащиеся учебного заведения принимали активное участие в жизни Томска; так, в 1910 году силами преподавателя Ф. И. Янковского была организована одна из первых в городе футбольных команд.
В 1912 году Училище начинает свою первую реорганизацию.

### 1912: Реорганизация в Политехническое Училище
В декабре 1912 года Коммерческое училище было преобразовано в Первое Сибирское политехническое училище имени Цесаревича Алексея, в учебном заведении был сделан упор на технические и сельскохозяйственные (механизация, землемерие, агрономия) науки. В таковом статусе учебное заведение успешно действовало до самой февральской (1917) революции в России. В период между двумя российскими революциями жизнь в губернской столице была мирной и размеренной. К 1917 году в Коммерческом училище многие предметы вели ведущие преподаватели первых сибирских вузов — Императорского Томского Университета и Томского Технологического Института имени Николая II. Уровень подготовки у выпускников Коммерческого училища продолжал был весьма высоким по меркам того времени. Это сказалось на следующей реформе учебного заведения. Основными выпускающими специализациями в этот период являлись отделения политехническое и землемерное (аграрное).

### От имени цесаревича Алексея к имени товарища Тимирязева
Весной революционного 1917 года была сделана коренная реорганизация учебного заведения. Из среднего специального учебного заведения с подготовкой техников, учебному заведению было дозволено готовить и инженеров. Политехническое училище было преобразовано в Первый Сибирский Практический Политехнический Институт, который действительно был в то время первым подобным учебным заведением в Русской Азии. Горное отделение получает подотделы рудничный и маркшейдерский, появляется новое отделение — горнозаводское (появляющемуся Кузбассу нужны специалисты по переработке природных ресурсов).
Сразу после Гражданской войны (в Томск части Красной Армии вошли в конце декабря 1919 года) в условиях разрухи статус учебного заведения несколько раз меняется решениями новой власти. Губернские большевики настаивают на курсах рабоче-крестьянского политехнического Института, часть работников учреждения настаивает на политехническом училище. Осенью 1921 года статус определён как Томский практический политехнический институт, которому 18 июля 1922 года присваивается имя умершего в столице красного профессора К. А. Тимирязева.
ОСНОВНАЯ СТАТЬЯ:  Первый Сибирский практический политехнический институт 
В мае 1923 года нарком образования РСФСР тов. Луначарский лично решил посетить бурно развивающийся Новониколаевск и не смог удержаться, чтобы не посетить вузы Томска. Визит состоялся 24 мая 1923 года. Луначарский был восхищён высоким уровнем обучения в Практическом Политехническом институте и в бывшем Императорском Томском университете. По решению наркома через месяц учебное заведение было реорганизовано в самый большой в республике ссуз — учреждение становится Первым Сибирским Политехническим Техникумом им. К. А. Тимирязева II ступени обучения, — стране остро не хватает техников.
В 1928 году это учебное заведение разделяется на два ссуза: собственно Сибирский политехникум и создаётся вновь на базе бывшего землемерного отделения Томский сельскохозяйственный техникум (ТСХТ). Оба эти учебные заведения существуют в Томске и в настоящее время, сменилось только наименование ТСХТ — с 2012 года это Томский аграрный колледж.

## Современность
В настоящее время правопреемником данного училища являются:
- Ордена Трудового Красного знамени Томский аграрный колледж
- Томский политехникум

Оба учебных заведения находятся уже не в прежних местах своей дислокации. На месте комплекса зданий Коммерческого училища на площади Соляной в Томске вновь построенные здания Томского архитектурно-строительного университета. Здание, построенное купцом Кухтериным по проекту архитектора К. К. Лыгина ныне является зданием Второго учебного корпуса этого вуза.
В рамках современной трансформации российской системы образования и массовизации первой ступени высшего образования, путём интеграции учебных программ Томского аграрного колледжа и Томского сельскохозяйственного института (ТСХИ), Томский аграрный колледж идёт курсом на получение статуса учебного заведения, готовящего бакалавров.